# Valérie Fourneyron
Valérie Fourneyron, nascuda Valérie Absire (Le Petit-Quevilly, 4 d'octubre de 1959) és una expolítica socialista francesa.
Entre el 16 de maig de 2012 i el 31 de març del 2014 fou ministra d'Esports, de Joventut, d'Educació popular i de Vida associativa del govern Jean-Marc Ayrault.